# Prix littéraire de la Résistance
Le prix littéraire de la Résistance est décerné annuellement jusqu'en 2015 par le Comité d'action de la Résistance (CAR) à un ouvrage particulièrement significatif de l'histoire de la Résistance et de la déportation. Il a été attribué pour la première fois en 1953 et est devenu annuel à partir de 1963. Le Comité d'action de la Résistance s'étant dissout en 2015, Le Souvenir français a repris l'organisation du prix littéraire.
En 2023, l'Ordre de la Libération est devenu partenaire du prix, ainsi renommé Prix littéraire de la Résistance CAR - Souvenir Français - Ordre de la Libération.

## Les débuts, 1953-1954
Le prix est décerné pour la première fois en février 1953, à l'issue du 3e congrès du CAR. Il est alors décerné par l'Association des résistants du 8 novembre 1942 et remis par Georges Bidault, président du CAR. Son montant est de cent mille francs. Deux auteurs se partagent le prix, Maurice Vanino, pour De Retondes à l'île d'Yeu, le temps de la honte (paru en 1952), et le marquis d'Argenson, pour Pétain et le pétinisme (sic), paru en 1953 et préfacé par le journaliste Rémy Roure, un des animateurs du CAR,. 
Jean Cassou reçoit le prix en mars 1954 (12 voix contre 4), à l'issue d'un déjeuner, pour son pamphlet qui dénonce l'oubli de la Résistance, La Mémoire courte. Le jury comprend Bidault, Jean Pierre-Bloch, le colonel Henri Romans-Petit et Jean Texcier, vice-présidents du CAR, des journalistes (Rémy Roure, ancien fondateur du CAR, Georges Altman, Claude Bourdet), l'avocat et critique littéraire à L'Aurore Pierre Loewel, proche du CAR, l'écrivain Louis Martin-Chauffier, le député Pierre de Bénouville (membre fondateur du CAR), les deux lauréats précédents, le général Paul Legentilhomme, Aimée Batier, secrétaire générale du CAR, Elie Soffer, secrétaire général de la section parisienne de l'Association des résistants du 8 novembre 1942, Georges Vavasseur, ancien secrétaire général du CAR, le colonel Chabanier,,,,.

## Jury
Parmi les anciens présidents, citons :
- 1961-1968 — Le bâtonnier Paul Arrighi
- 1969-1989 — Marie-Madeleine Fourcade (présidente du CAR)
- 1990-1997 — Maurice Schumann
- 1999-2001 — Jean-Louis Crémieux-Brilhac
- 2002-2004 — Paul-Marie de La Gorce
- 2005-2016 — Yves Guéna
- 2019-2020 — Pierre Morel, président honoraire du CAR et Vladimir Trouplin, conservateur du musée de l'ordre de la Libération
- Depuis 2020 — Serge Barcellini, Président général du Souvenir Français et Vladimir Trouplin

## Lauréats
La liste des lauréats est donnée dans le tableau suivant. On utilise les abréviations suivantes : M. sp. pour mention spéciale ; M. exc. pour mention exceptionnelle ; H.c. pour hors concours.
Une présentation des lauréats par ordre chronologique inverse (des plus récents aux plus anciens) est obtenue en cliquant sur la tête de la première colonne, Année.
| 1953 (pour des livres parus en 1952 ou 1953) | Prix    | Maurice Vanino                                                          | De Rethondes à l'île d’Yeu, le temps de la honte | Creator                       | Marc-Pierre d'Argenson | Pétain et le pétinisme | Creator |
| 1954                                         | Prix    | Jean Cassou                                                             | La Mémoire courte | Éditions de Minuit            |                        |                        |         |
| 1961                                         | Prix    | Captain F. E. Rodriguez, avec la collaboration de Robert Hervet         | L'Escalier de fer | France-Empire                 |                        |                        |         |
| 1963                                         | Prix    | Jacques Delarue                                                         | Histoire de la Gestapo | Fayard                        |                        |                        |         |
| 1964                                         | Prix    | Jorge Semprún                                                           | Le grand Voyage | Gallimard                     |                        |                        |         |
| 1965                                         | Prix    | Pierre Julitte                                                          | L’Arbre de Goethe | Presses de la Cité            |                        |                        |         |
| 1966                                         | Prix    | Jean-François Steiner                                                   | Treblinka | Fayard                        |                        |                        |         |
| 1967                                         | Prix    | Catherine Claude                                                        | Ciel blanc | Jets d’encre                  |                        |                        |         |
| 1968                                         | Prix    | Catherine Roux                                                          | Le Triangle rouge | Farnot                        |                        |                        |         |
| 1969                                         | Prix    | Jacques Delperrié de Bayac                                              | Histoire de la Milice | Fayard                        |                        |                        |         |
| 1970                                         | Prix    | Sim Kessel                                                              | Pendu à Auschwitz | Solar                         |                        |                        |         |
| 1971                                         | Prix    | François Broche                                                         | Le Bataillon des guitaristes | Fayard                        |                        |                        |         |
| 1974                                         | Prix    | Henri Frenay                                                            | La nuit finira | Robert Laffont                |                        |                        |         |
| 1975                                         | Prix    | Jean-Michel Nucéra et Louis Nucéra                                      | Dora | Farnot                        |                        |                        |         |
| 1976                                         | Prix    | Gilberte Brossolette                                                    | Il s’appelait Pierre Brossolette | Albin Michel                  |                        |                        |         |
| 1978                                         | Prix    | Général Maurice Guillaudot                                              | Les Soldats bleus de l'ombre | Le Cercle d’Or                |                        |                        |         |
| 1979                                         | Prix    | André Diligent                                                          | Un cheminot sans importance | France-Empire                 |                        |                        |         |
| 1981                                         | Prix    | Edgar Thomé                                                             | Special Air Service | Grasset & Fasquelle           |                        |                        |         |
| 1982                                         | Prix    | Marcel Ruby                                                             | Les Années noires - La contre Résistance à Lyon | Hermès                        |                        |                        |         |
| 1983                                         | Prix    | Gwenn-Aël Bolloré                                                       | Commando de la France Libre | France-Empire                 |                        |                        |         |
| 1983                                         | Prix    | Roger Flamand                                                           | Para de la France Libre | Presses de la Cité            |                        |                        |         |
| 1985                                         | Prix    | Édouard Calic                                                           | Heydrich, l’homme-clé du IIIe Reich | Robert Laffont                |                        |                        |         |
| 1985                                         | Prix    | Dr Henri Lafitte                                                        | Allach-Kommando de Dachau | Amicale des Anciens de Dachau |                        |                        |         |
| 1986                                         | Prix    | Rose et Philippe d’Estienne d’Orves                                     | Honoré d'Estienne d'Orves | France-Empire                 |                        |                        |         |
| 1987                                         | Prix    | Mireille Albrecht                                                       | Berty | Robert Laffont                |                        |                        |         |
| 1988                                         | Prix    | Cardinal de Lubac                                                       | Résistance chrétienne à l’antisémitisme | Fayard                        |                        |                        |         |
| 1989                                         | Prix    | Pierre-Henri Teitgen                                                    | Faites entrer le témoin suivant | Ouest-France                  |                        |                        |         |
| 1990                                         | Prix    | Pierre Accoce                                                           | Les Français à Londres (1940-1941) | Balland                       |                        |                        |         |
| 1991                                         | Prix    | Dr Paul Lohéac                                                          | Un médecin français en déportation | Les Presses Arc-en-ciel       |                        |                        |         |
| 1992                                         | Prix    | Albert Dupérier                                                         | Chasseur du ciel | Perrin                        |                        |                        |         |
| 1993                                         | Prix    | Paul Silvani                                                            | Et la Corse fut libérée | La Marge                      |                        |                        |         |
| 1994                                         | Prix    | Jean-François Derrien                                                   | Gendarme... et Résistant sous l’occupation | Keltia Graphic                |                        |                        |         |
| 1995                                         | Prix    | François-Yves Guillin                                                   | Le Général Delestraint, premier chef de l’Armée secrète | Plon                          |                        |                        |         |
| 1996                                         | Prix    | Jean Lapeyre-Mensignac, Dr Pierre Barrère, Guy Margariti, Charles Franc | Nos combats dans l’ombre | Pilote 24                     |                        |                        |         |
| 1997                                         | Prix    | Jean-Louis Crémieux-Brilhac                                             | La France libre | Gallimard                     |                        |                        |         |
| 1997                                         | Prix    | André Postel-Vinay                                                      | Un fou s’évade | Les Éditions du Félin         |                        |                        |         |
| 1998                                         | Prix    | Bernard Fillaire, FNDIR et UNADIF                                       | Jusqu'au bout de la Résistance | Stock                         |                        |                        |         |
| 1999                                         | Prix    | Étienne Dejonghe et Yves Le Maner                                       | Le Nord-Pas-de-Calais dans la main allemande | La Voix du Nord               |                        |                        |         |
| 2000                                         | Prix    | Capitaine François Garbit                                               | Dernières lettres d’Afrique et du Levant | Sépia                         |                        |                        |         |
| 2000                                         | Prix    | Henri Rozencher                                                         | Entre parenthèses | Le Sel, la Cendre, la Flamme  |                        |                        |         |
| 2001                                         | Prix    | Claude Bouchinet-Serreulles                                             | Nous étions faits pour être libres | Grasset                       |                        |                        |         |
| 2002                                         | Prix    | Georges Broussine                                                       | L’Évadé de la France libre | Tallandier                    |                        |                        |         |
| 2002                                         | Prix    | Gisèle Guillemot                                                        | Entre parenthèses | L’Harmattan                   |                        |                        |         |
| 2003                                         | Prix    | Danièle Lheureux                                                        | La Résistance « Action-Buckmaster » SYLVESTRE-FARMER avec le capitaine « Michel » | Geai bleu                     |                        |                        |         |
| 2003                                         | Prix    | Henri de Moustier                                                       | 1940, l’armistice-trahison : Le courage politique de Léonel de Moustier | Cêtre                         |                        |                        |         |
| 2004                                         | Prix    | Jean Bernard                                                            | Dans la prison que France est devenue : Mémoires de Résistance | Albin Michel                  |                        |                        |         |
| 2004                                         | H.c.    | Collectif                                                               | Les Femmes dans la Résistance en France (Actes du colloque international de Berlin des 8-10 octobre 2001) | Tallandier                    |                        |                        |         |
| 2005                                         | Prix    | Laurent Douzou                                                          | La Résistance française : une histoire périlleuse | Le Seuil                      |                        |                        |         |
| 2005                                         | H.c.    | Germaine Tillion                                                        | Le Verfügbar aux Enfers, opérette | La Martinière                 |                        |                        |         |
| 2006                                         | Prix    | Pierre Lefranc                                                          | D’une résistance l’autre. 1940-1947 | François-Xavier de Guibert    |                        |                        |         |
| 2006                                         | M. exc. | Michel Clergeau et Henri Rivière                                        | La Résistance dans le canton de La Ferté-Saint-Aubin 1940-1945 | ACSPF                         |                        |                        |         |
| 2007                                         | Prix    | Véronique Olivares Salou et Michel Reynaud                              | Le roman des Glières | Tirésias                      |                        |                        |         |
| 2008                                         | Prix    | Étienne et Alain Schlumberger                                           | Les combats et l'honneur des Forces Navales Françaises libres | Le Cherche Midi               |                        |                        |         |
| 2008                                         | M. sp.  | Anne Vallaeys                                                           | Dieulefit ou le miracle du silence | Fayard                        |                        |                        |         |
| 2009                                         | Prix    | Daniel Cordier                                                          | Alias Caracalla | Gallimard                     |                        |                        |         |
| 2009                                         | M. exc. | François Boulet                                                         | Les Alpes françaises. Des montagnes-refuges aux montagnes maquis | Les presses franciliennes     |                        |                        |         |
| 2010                                         | Prix    | Pierre Hentic                                                           | Tant qu'il y aura des étoiles (tome 1 : Résistants), | Maho                          |                        |                        |         |
| 2010                                         | M. exc. | Françoise Siefridt                                                      | J’ai voulu porter l’étoile jaune | Robert Laffont                |                        |                        |         |
| 2011                                         | Prix    | Roger Hourdin                                                           | Le Refus de la honte | Mémoires et cultures          |                        |                        |         |
| 2011                                         | M. exc. | Christophe Carichon                                                     | Agnès de Nanteuil, 1922-1944 : Une vie offerte | Artège                        |                        |                        |         |
| 2012                                         | Prix    | Jean-Mathieu Boris                                                      | Combattant de la France libre | Perrin                        |                        |                        |         |
| 2013                                         | Prix    | Charles-Louis Foulon                                                    | Jean Moulin, la passion de la République | Ouest-France                  |                        |                        |         |
| 2014                                         | Prix    | Maurice de Cheveigné                                                    | Radio libre: 1940-1945 | Les Éditions du Félin         |                        |                        |         |
| 2014                                         | Mention | Benjamin Massieu                                                        | Philippe Kieffer : Chef des commandos de la France libre | Éditions Pierre de Taillac    |                        |                        |         |
| 2015                                         | Prix    | Madeleine Michelis                                                      | Correspondance d’avant-guerre et de guerre | Les Éditions du Félin         |                        |                        |         |
| 2018                                         | Prix    | Jean Moulin, rassemblés et présentés par François Berriot               | Jean Moulin : Écrits et documents de Béziers à Caluire (2 tomes) | L'Harmattan                   |                        |                        |         |
| 2019                                         | Prix    | Alain Quella-Villéger                                                   | France Bloch-Sérazin. Une femme en résistance (1913-1943) | Des femmes                    |                        |                        |         |
| 2019                                         | Mention | François Broche                                                         | La Cathédrale des sables, Bir Hakeim (26 mai-11 juin 1942) | Belin                         |                        |                        |         |
| 2019                                         | Mention | Fabrice Grenard                                                         | La Traque des résistants : Jean Moulin, Pierre Brossolette, Honoré d'Estienne d'Orves, Geneviève de Gaulle... Qui les a trahis ? | Tallandier                    |                        |                        |         |
| 2020                                         | Prix    | Jacqueline Fleury                                                       | Résistante | Calmann-Lévy                  |                        |                        |         |
| 2021,                                        | Prix    | Antoine de Meaux                                                        | Miarka | Phébus                        |                        |                        |         |
| 2021,                                        | Mention | Thomas Rabino                                                           | Laure Moulin : Résistante et sœur de héros | Perrin                        |                        |                        |         |
| 2022                                         | Prix    | Jacques Lecompte-Boinet, édition établie par Bruno Leroux               | Mémoires d’un chef de la Résistance. Zone Nord, Alger, Londres, Paris. | Éditions du Félin             |                        |                        |         |
| 2022                                         | Mention | Jean Vialard-Goudou, édition établie par Julien Tourneille              | Journal de guerre d'un médecin de la France Libre | Éditions du Félin             |                        |                        |         |
| 2023                                         | Prix    | Pierre Servent                                                          | Les sept vies d'Adrien Conus. Compagnon de la Libération, inventeur militaire de génie, agent secret de la France libre, rescapé d'un peloton d'exécution allemand, colonel perdu en Indochine, chasseur d'éléphants émérite et...amant imprudent | Éditions Perrin               |                        |                        |         |
| 2023                                         | Mention | Vianney Bollier                                                         | André Bollier, "Vélin" Artisan héroïque des journaux clandestins (1920 - 1944) | Éditions du Félin             |                        |                        |         |
| 2023                                         | Mention | Robert Mencherini avec la participation d'Anne Blanchet                 | Berty Albrecht : De Marseille au Mont Valérien, une féministe dans la Résistance | Éditions Gaussen              |                        |                        |         |
| 2024                                         | Prix    | Jean-François Muracciole                                                | Quand De Gaulle libère Paris | Éditions Odile Jacob          |                        |                        |         |